# Ніка Качарава
Ніка Качарава (груз. ნიკა კაჭარავა, нар. 13 січня 1994, Нікосія) — грузинський футболіст, нападник клубу «Спартакос Кітіу».
Виступав, зокрема, за клуб «Анортосіс», а також національну збірну Грузії.

## Клубна кар'єра
Народився 13 січня 1994 року в місті Нікосія. Вихованець футбольної школи клубу «Динамо» (Тбілісі).
У дорослому футболі дебютував 2013 року виступами за команду «Рубін», у якій провів один сезон. 
Згодом з 2014 по 2018 рік грав у складі команд «Цхінвалі», «Ростов», «Етнікос» (Ахна) та «Корона» (Кельці).
Своєю грою за останню команду привернув увагу представників тренерського штабу клубу «Анортосіс», до складу якого приєднався 2018 року. Відіграв за кіпрську команду наступні два сезони своєї ігрової кар'єри. Більшість часу, проведеного у складі «Анортосіса», був основним гравцем атакувальної ланки команди.
Протягом 2020—2024 років захищав кольори клубів «Лех», «Анортосіс», «Чоннам Дрегонс», «Торпедо» (Кутаїсі) та «Паневежис».
До складу клубу «Спартакос Кітіу» приєднався 2024 року.

## Виступи за збірну
У 2016 році дебютував в офіційних матчах у складі національної збірної Грузії.